# Гвент (графство)
Гвент — збережене графство та колишній місцевий урядовий округ на південному сході Уельсу. Графство Гвент було утворено 1 квітня 1974 року відповідно до Закону про місцеве самоврядування 1972 року;  був названий на честь стародавнього королівства Гвент. Орган влади був наступником як адміністративного графства Монмутшир (з незначними змінами кордонів), так і округу Ньюпорт (обидва органи влади були юридично частиною Англії до набрання чинності Актом, хоча розглядалися спільно з Уельсом для певних цілей).
Відповідно до Закону про місцеве самоврядування (Уельс) 1994 року графство Гвент було скасовано 1 квітня 1996 року. Однак назва залишається вживаною для одного зі збережених графств Уельсу для церемоніальних цілей лейтенантства та високого рангу, і його назва також збереглася в різних назвах, напр. Поліція Гвента, Королівський госпіталь Гвента, Фонд дикої природи Гвента та Колег Гвент. «Гвент» часто використовується як синонім історичного графства Монмутшир – наприклад, Товариство сімейної історії Гвента описує себе як «Ключ до коріння в історичному графстві Монмутшир».
Колишній адміністративний округ був поділений на кілька округів: Бленау-Гвент, Ісвін, Монмут, Ньюпорт і Торфаен. Наступними унітарними органами влади є Бленау-Гвент, Керфілі (частина якого прийшла з Мід-Гламоргана), Монмутшир (що охоплює східні 60% однойменного історичного графства), Ньюпорт і Торфаен.